# Gens de la caverne
Les gens de la caverne sont un groupe de personnages cités dans le Coran. Après avoir fui une persécution, ils se seraient cachés puis endormis dans une grotte avant de se réveiller 309 ans plus tard, ce qui permet au Coran de confirmer la doctrine de la résurrection des corps.
Dès les débuts de l'islam, les théologiens musulmans se sont posé la question de savoir si ce récit a lieu avant ou après l'époque de Jésus et ont cherché à compléter le récit coranique. De nos jours, des islamologues situent l'origine du récit dans une tradition de l'époque chrétienne - les Sept Dormants d'Éphèse - dont plusieurs versions sont connues, et se sont posé la question de savoir la voie, orale ou écrite, par laquelle le récit originel chrétien a été transmis aux musulmans. Selon eux, modifié et adapté, le récit y a été transposé et sert dans un contexte de polémique anti-chrétienne.

## Dans le Coran
Le récit des « Gens de la Caverne » et l’expression Ahl al-Kahf se trouvent dans la sourate 18 du Coran, sourate dans laquelle apparaissent d'autres récits d'origines juives ou chrétiennes. Il a fait l'objet de nombreux commentaires et fait partie des quelques récits d'origine non-biblique présents dans le Coran. Cette sourate 18, qui est axée sur l’énonciation de l’omnipotence divine et l’annonce de l’imminence du Jugement, donne une grande importance à plusieurs motifs narratifs de l’Antiquité Tardive.  Le récit des "gens de la caverne" y est présenté « comme la version authentique d’événements, transmis par des récits contenant entre eux des points de divergences ».  Le Coran évoque les discussions sur le nombre des jeunes gens mais ne tranche pas cette question. Il est ainsi le témoin de la diversité des versions circulant alors. À l’inverse, il donne une précision quant à la durée de ce sommeil. Cette précision permet de remarquer que le Coran conçoit ce récit comme historique, à la différence des écrits chrétiens qui le voyaient comme allégorique. La caverne est perçue, dans le Coran, comme un lieu de proximité avec Dieu ou comme un lieu de refuge,.
Il a été remarqué que ce récit coranique ne suit pas le cadre habituel des récits prophétiques et qu’il ne mentionne pas de prophète. Il peut être divisé en deux phases : versets 10-20 puis 21-26. La première phase évoque le récit et est elle-même, pour Blachère et Dye, la réunion de deux versions. La seconde phase est celle qui évoque explicitement la diversité des versions de ce récit. Pour Pregill, le Coran exprime ainsi une conscience de l’intertextualité de ce passage.
Le récit est inscrit dans le Coran dans le contexte de la question de la résurrection. Il permet de confirmer la résurrection des corps et de présenter la mort comme un sommeil « dont on sort en croyant avoir dormi au plus une journée ». Cette idée trouve un parallèle dans la sourate 2. Cette mention fait écho au sommeil d’Abimélech, endormi afin de ne pas voir la destruction de Jérusalem. Ce récit était « très répandu dans la chrétienté orientale de l’Antiquité Tardive ». Ainsi, le récit coranique permet de présenter l’imminence du Jour du Jugement et sert d’avertissement, en particulier pour les chrétiens, du châtiment qui les attend en raison du dogme de la divinité de Jésus. Selon certains chercheurs, ce récit, par les altérations et modifications de la légende chrétienne originale, s’inscrit donc dans un contexte de polémiques anti-chrétiennes et peut, pour Reynolds, être lu comme une « homélie coranique sur la littérature biblique ». Le Coran s’inscrit alors dans le cadre d’un débat inter-religieux.

## Comparaison avec les Sept Dormants d'Éphèse: la question des origines du récit

### Les versions chrétiennes du récit
|  |

L’origine de ce récit est un sermon d’Étienne, évêque d’Éphèse, prononcé, en grec, à l’occasion de la redécouverte vers 448 de corps bien conservés dans une caverne, à proximité de la ville. Supposant un événement miraculeux et afin de critiquer une hérésie, l’évêque compose alors un récit, qui est, selon l'islamologue Geneviève Gobillot, sans fondement historique, défendant une orthodoxie sur la question de la résurrection. La version la plus ancienne de ce récit date du 1er quart du VIe siècle et est conservée dans les homélies de Jacques de Saroug. Denys de Tel mentionne l’existence de ce récit dans un livre syriaque du Ve siècle et Fudge souligne l'existence d'un manuscrit datant de la fin de ce siècle. Ce texte connait une large diffusion et 18 manuscrits syriaques (entre le VIIe et le XVe siècle) rapportent ce récit. Présent dans le monde grec et syriaque, il semble absent du monde arabe avant Mahomet. Morris suppose tout de même une diffusion au monde arabe avant la rédaction du Coran. 
Ce récit se résume ainsi : de jeunes chrétiens auraient fui une persécution menée sous l’empereur Dèce (IIIe siècle). Rejoints par un berger et son chien, ils se seraient endormis dans une grotte. Elle aurait alors été murée par Dèce. Ces personnages auraient été réveillés après plusieurs siècles et purent alors témoigner de la résurrection des corps avant de mourir à nouveau.

### Un arrière-plan au Coran
Pour les islamologues, ce récit illustre l'existence d'un arrière-plan chrétien syriaque au texte du Coran,. Plusieurs approches sont néanmoins possibles. Ainsi, si des points communs existent avec la version syriaque, d’autres éléments en sont absents, comme le chien qui pourrait, pour Gobillot, évoquer le rôle de gardien et les croyances répandues autour de la Méditerranée. Ainsi, si le chien n’a pas de parallèles directs dans les récits syriaques , il en existe un avec le Guide de Pèlerinage de Théodose (début du VIe siècle). Pour Tardieu, le récit coranique serait donc davantage à relier à cette tradition « orale et folklorique » qu’à la « version syriaque théologisée », qui pourrait avoir supprimé la figure du chien, contraire au dogme de la résurrection de la chair. Une différence entre la version chrétienne et la version coranique est l'absence d'autres protagonistes que Dieu dans cette dernière, alors que la version chrétienne donne une forte place à l'empereur ou aux bergers. De l'absence de syriacisme, Reynolds conclut que la version coranique vient moins du texte syriaque que de la version orale de la légende présente chez les chrétiens,.
Mortensen souligne que le « niveau d’intertextualité et la question du dialogue interculturel est au centre du débat ». Griffith soutient l’idée d’une « intertextualité orale ». Ainsi, les parallèles ne proviennent pas d’un seul document mais de « plusieurs témoins textuels ». Pour Griffith, « la tradition syro-araméenne n'est pas la seule source du discours chrétien présente dans le milieu du Coran arabe, mais c'est sans doute la plus importante et la plus répandue ». Si le niveau de dépendance du Coran au récit rapporté par Saroug est interrogé, « on peut voir clairement [...] que ce dernier [le Coran] est situé dans un milieu influencé par les disputes théologiques chrétiennes et les différentes versions concurrentes de la légende ». Ainsi, la dimension allusive du récit coranique montre que l'audience de celui-ci était déjà familière de ce récit.

## Postérité

### Association à Mahomet
Ce récit coranique a été commenté par différents auteurs. Selon Qummi, ce récit est lié à des questions posées par des juifs et des chrétiens de Najran, par l'intermédiaire des polythéistes mecquois. Mahomet aurait alors répondu d'attendre le lendemain pour avoir la réponse mais Gabriel ne serait alors pas venu avant 40 jours. Ibn Kathir présente un contexte similaire et ce récit lié à Mahomet est interprété comme une preuve de sincérité et d'humilité de celui-ci. Ce "contexte de révélation" trouve son explication dans le verset 23, demandant de ne pas affirmer pouvoir faire quelque chose le lendemain.
Le récit est comparé par Zamakhshari et Ibn Kathir à l'Hégire et ce dernier l'associe aussi au récit selon lequel Mahomet se serait caché des quraishs polythéistes dans une grotte. 

### Exégèses et interprétations post-coraniques
Les commentateurs montrent, comme Tabari, une bonne connaissance des sources syriaques. Cela n’a pas empêché l’existence de divergences chez les différents auteurs, comme sur la question de la localisation de l’épisode ou du nombre des dormants.  Dans son étude, Reynolds met en lumière les différences entre les tafsirs. Le récit coranique étant allusif, les commentateurs ont complété le récit avec des éléments des versions chrétiennes,, avec lesquelles certains reconnaissent une relation. La durée (309 ans) est très symbolique pour les musulmans. Certains termes comme al-Raqimi ont fait l'objet d'interprétations diverses chez les commentateurs, puis chez les islamologues. 
Les différents commentateurs ont montré des désaccords quant à la date à laquelle ce récit est censé se passer. Ainsi, Qummi défend que celui-ci se passe à l'époque chrétienne, durant le règne de Dèce. À l'inverse, Ibn Kathir défend l'idée selon laquelle cet épisode daterait d'avant le christianisme, ce qui ne l'empêche pas de l'associer à Dèce. En cela, Ibn Kathir associe la connaissance de récit aux juifs et non aux chrétiens. 
La religion des dormants est débattue par les exégètes du Coran. Une tradition, chez Tabari, rapporte qu'ils étaient "musulmans suivant la religion de Jésus". Ibn Kathir considère que les jeunes étaient "musulmans", tandis que Gobillot utilise le terme de hanif, "monothéiste naturel" pour les décrire. Pour Wahb b. Munabbih, cité par Tabari, un apôtre chrétien aurait transmis sa foi aux dormants. Netton voit dans ces figures une construction archétypale du proto-musulman.
Bodman propose, à l'inverse, de voir dans le verset 19 une critique des dormants. En effet, la mention de la construction d'un lieu de prière au-dessus de cette tombe rejoint une critique d'Ibn Kathir. Cette critique est déjà présente dans la version de Jacques de Saroug ou dans celle de Grégoire de Tours.

### Charge symbolique et magique des dormants
Ce récit des "Gens de la Caverne", chargé symboliquement, et ses acteurs auront une importante postérité. Les compagnons ont été invoqués contre les naufrages et le chien est invoqué en Afrique du Nord,. Cette sourate est importante pour les musulmans et possède un statut particulier. Pour certains, "la récitation de ses dix premiers versets le vendredi passe pour donner absolution des péchés commis pendant la semaine précédente".
Avec le temps, le récit des dormants a été associé au domaine de la magie. Ainsi, certains musulmans suspendent des feuilles portant les noms des différents dormants afin d'attirer les bénédictions.  Avec quelques variantes, les sources musulmanes nomment ces dormants Yamlikha, Mathlina, Makthalina, Mamush, Dabarnush, Shazdhanush et Kafashtatayush. Les noms des dormants protègent aussi du feu, les marins... Les noms arabes de ceux-ci, tels qu'ils apparaissent parfois, sont "très probablement une corruption du syriaque".

### Postérité récente
Ce récit est le thème d'une pièce de théâtre écrite par Tawfīq al-Hakīm et utilisée par les médias pour décrire des groupes islamistes d'opposition au pouvoir.
Dans tout le monde musulman, différentes cavernes et sanctuaires sont associées à ce récit, ce qui atteste sa popularité. Elles se trouvent en Jordanie, en Cappadoce ou même en Espagne. Les sept dormants font l'objet d'un culte particulier dans le sud de la Tunisie, où ils prolongent des cultes préislamiques.

## Un lien entre islam et christianisme
Ce récit des "sept dormants" trouve une résonance tant dans le christianisme que dans l'islam. En 1954, Louis Massignon créait, en Bretagne, un pèlerinage islamo-chrétien autour des sept dormants. Il considère, en effet, que ce récit peut être un trait d'union entre les croyants des deux religions, dans une approche eschatologique. À propos de la réconciliation abrahamique, l'orientaliste écrit : « Ce but auquel j'ai donné ma vie; le symbole le plus populaire que j'en ai trouvé, tant en Chrétienté qu'en Islam, est cette invocation par des pèlerins à ces ressuscités “anticipés”, Témoins avant-coureurs de la Justice, devant cette crypte-dolmen de la chapelle de Vieux-Marché ». Ce pèlerinage utopique pose question et demeure fragile.